# Lago Auen
El lago Auen (en alemán: Auensee) es un lago situado en la región administrativa de Suabia, en el estado de Baviera (Alemania), a una elevación de 498 metros; tiene un área de 18 hectáreas. 